# 咯萘啶
咯萘啶是一种抗疟疾药物。它于1970年首次制造，自20世纪80年代以来一直在中国临床使用。
咯萘啶是苯并萘啶的衍生物，为中国研制的一种抗疟药。对红内期疟原虫有杀灭作用，对耐氯喹的恶性虐也有效。